# Čertoryje (Charváty)
Čertoryje je vesnice, část obce Charváty v okrese Olomouc. Nachází se asi 1 km na jihovýchod od Charvátů. V roce 2009 zde bylo evidováno 62 adres. V roce 2001 zde trvale žilo 169 obyvatel.
Čertoryje leží v katastrálním území Charváty o výměře 8,88 km2.

## Název
Ve druhé části jména vesnice je základ slovesa rýti, který vyjadřoval obdělávání půdy. Původ první části je nejasný, asi šlo o kořen velmi starého slova, které vyjadřovalo získání pozemků k obdělávání (určitě v první části není obsaženo pojmenování nadpřirozené bytosti čert). Snad se jednalo o původní pojmenování prvních obyvatel vsi ("ti, kteří obdělávají novou půdu"). Původní význam jména už patrně nebude možné určit přesně.

## Historie
První zmínka o vesnici je z roku 1234 (Certorige).

## Památky
- boží muka z konce 17. století
- socha svatého Marka z 20. let 18. století, do Čertoryjí umístěna v roce 1825